# Große Synagoge (Jarosław)

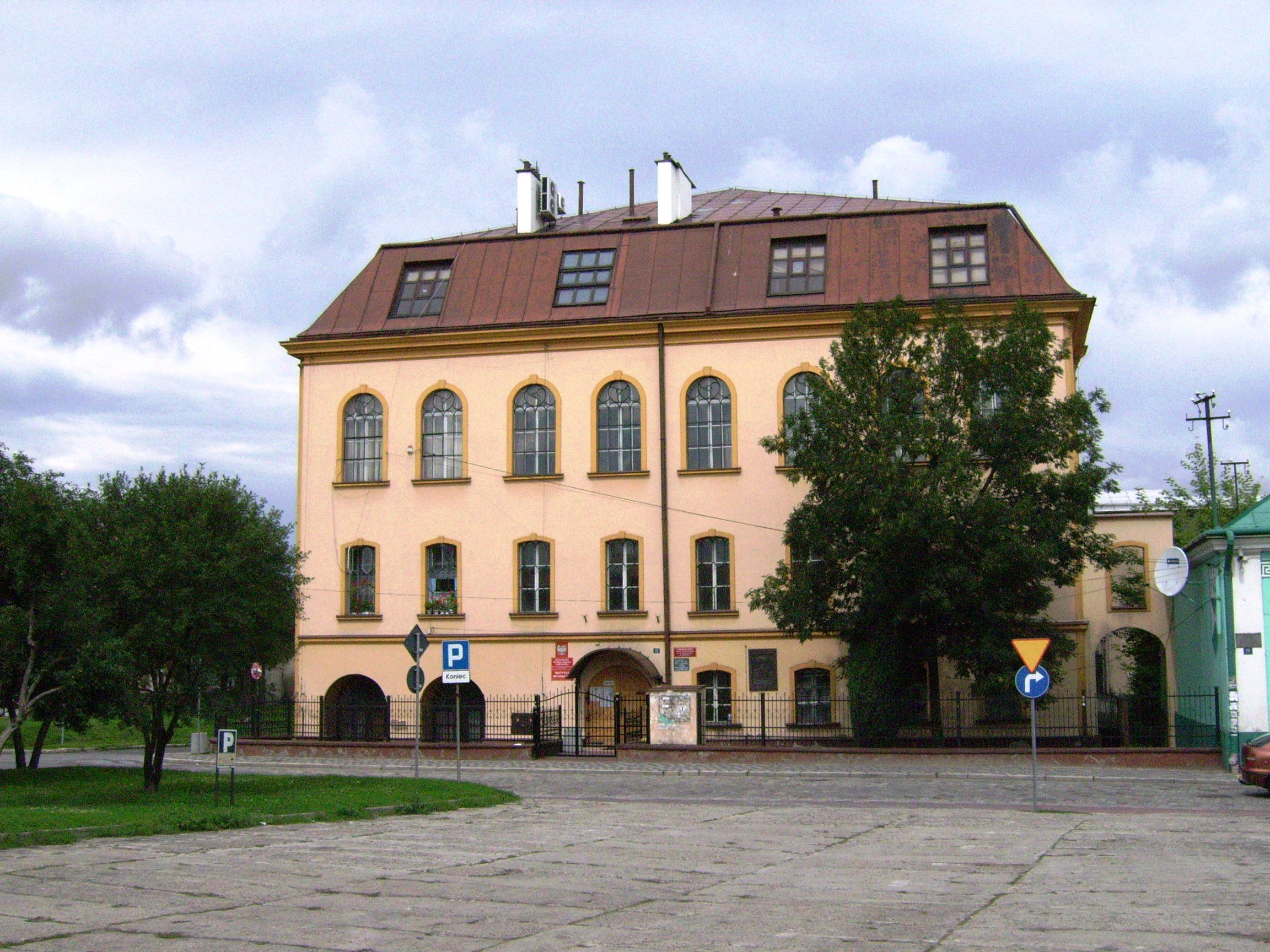
Große Synagoge in Jarosław

Die Große Synagoge in Jarosław, einer polnischen Stadt in der Woiwodschaft Karpatenvorland, wurde 1810/11 nach dem Brand einer älteren Synagoge erbaut. Während des Zweiten Weltkriegs wurde das Innere der Synagoge von den deutschen Besatzern verwüstet.  Nach dem Krieg stand das Gebäude mehrere Jahre lang leer und wurde anschließend für verschiedene Funktionen genutzt, unter anderem als Pfadfinderhaus und als Institut für Informatik.
Die profanierte Synagoge mit der Adresse ulicy Opolska 12 ist seit 1970 ein geschütztes Kulturdenkmal.
Das Synagogengebäude wurde 1990 renoviert und 1997 in das Eigentum der Jüdischen Gemeinde Krakau überführt.